# Non-credible threat
Non-credbile threat (dosł. w j. ang. niewiarygodne zagrożenie) – termin używany w teorii gier i ekonomii, służący do opisania zagrożenia w grze sekwencyjnej, którego racjonalny gracz w rzeczywistości nie wykonałby, ponieważ nie leżałoby to w jego najlepszym interesie.
Załóżmy, że osoba A podchodzi, niosąc bombę, do innej osoby B. A mówi B, że odpali bombę, zabijając ich obu, chyba że B da mu wszystkie swoje pieniądze.
Jeśli A jest racjonalny i nie jest samobójcą, nie ma nic do zyskania z odpalenia bomby, więc jego groźba nie może być uznana za wiarygodną. Z drugiej strony, osoba w sytuacji B może dać A swoje pieniądze, obawiając się, że A nie jest racjonalny, a nawet może być samobójcą.
Niewiarygodna groźba pojawia się w nadziei, że się w nią uwierzy, a zatem nie trzeba będzie przeprowadzać grożących działań niepożądanych. Aby zagrożenie było wiarygodne w ramach równowagi, zawsze, gdy zostanie osiągnięty węzeł, w którym zagrożenie powinno zostać spełnione, stanie się ono prawdziwe. Równowaga Nasha, która opiera się na niewiarygodnych zagrożeniach, może być wyeliminowana poprzez wsteczną indukcję. Pozostała równowaga nazywana jest „doskonałą równowagą Nasha w podgrach”.

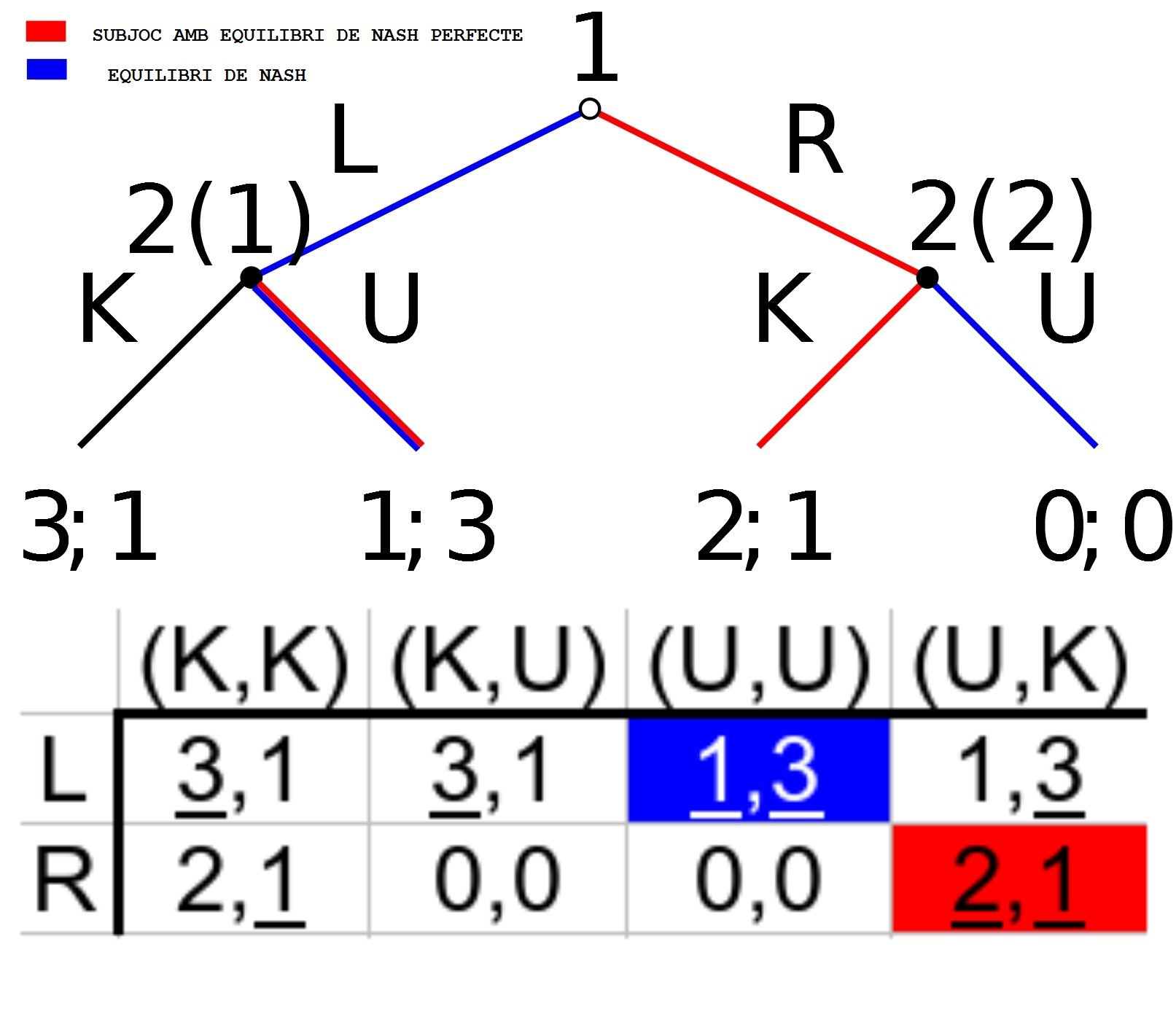
Ilustracja pokazuje różnicę między SPNE (Doskonałą równowagą Nasha w podgrach) a innym NE (Równowagą Nasha). Niebieska równowaga nie jest idealna, ponieważ gracz drugi sprawia, że zagrożenie w 2(2) nie jest wiarygodne.